# Habib Thiam
Habib Thiam (Dakar, 1933. január 21. – 2017. június 26.) Szenegáli politikus, miniszterelnök.

## Élete
1981. január 1. és 1983. április 3. között, majd 1991. április 8. és 1988. július 3 között Szenegál miniszterelnöke volt. 1983 és 1984 között a szenegáli parlament elnökeként tevékenykedett.